# Festival de la Canción de Eurovisión 2023
La LXVII edición del Festival de la Canción de Eurovisión se celebró del 9 al 13 de mayo de 2023 en la ciudad de Liverpool, Reino Unido. Tras la victoria de Ucrania en la edición de 2022 en Turín (Italia) con la canción «Stefania» del grupo Kalush Orchestra. Según la tradición, esta edición debió celebrarse en el país que ganó la edición anterior; sin embargo, esto no fue posible debido a la invasión rusa a Ucrania. Así, el Reino Unido, por concurso interno de la organización, asumió las competencias de país anfitrión en representación de Ucrania.
La canción ganadora fue «Tattoo», de la representante de Suecia, Loreen, siendo la segunda vez que gana Eurovisión, empatando con Johnny Logan (la primera vez fue en 2012), la primera mujer en lograr esta hazaña, y la séptima victoria de Suecia en el Festival de la Canción de Eurovisión, empatando con Irlanda. Además, fue la cuarta ocasión desde la reintroducción de los jurados profesionales junto al televoto en 2009 - junto a las ediciones de 2015, 2016 y 2019 - en la que el ganador del Festival no gana el televoto; Finlandia ganó el televoto, mientras que Suecia hizo lo propio en el jurado profesional.

## Organización

### Sede del festival
Con el conflicto bélico entre Rusia y Ucrania activo, se complicó la posibilidad de que Ucrania pudiese ejercer su derecho de albergar la edición siguiente, tal y como se recoge en las normas del festival por haber ganado la ocasión anterior. La UER publicó un comunicado la misma noche de la victoria ucraniana en el que afirmaba que se mantendría el contacto con la emisora pública ucraniana (UA:PBC) para ver cómo se desarrollarían los preparativos.
El 17 de junio de 2022, la UER emitió un comunicado en el que se informaba sobre la imposibilidad de celebrar la edición de 2023 en territorio ucraniano y que se iniciarían conversaciones con la BBC para albergar Eurovisión 2023 en Reino Unido, segundo clasificado en la edición anterior.
Finalmente, el 25 de julio se confirmó que la edición de 2023 se celebraría en el Reino Unido tras las conversaciones entre la UER, la BBC y la UA:PBC. El festival de Eurovisión 2023 se celebraría en territorio británico y con elementos tanto ucranianos como británicos. Además, Ucrania, al ser el vigente ganador, pasaría directamente a la final junto a los miembros del Big Five (Alemania, España, Italia, Francia y Reino Unido).
| País         | TV         | Situación | Referencia    |
| ------------ | ---------- | --- | ------------- |
| Ucrania      | UA:PBC     | El presidente ucraniano, Volodímir Zelenski, tras la victoria de Ucrania declaró que deseaba que la próxima edición del festival se celebrase en la ciudad de Mariúpol, seriamente afectada por el conflicto bélico. También la ciudad de Kiev, que fue sede en 2005 y 2017, mostró interés en organizar el festival. | [ 7 ] [ 8 ]   |
| Reino Unido  | BBC        | El secretario de Estado de Negocios, Kwasi Kwarteng, afirmó a la BBC que el Reino Unido estaría dispuesto a organizar el concurso de 2023 si surgiese la necesidad. Se barajaron el OVO Hydro de Glasgow y el M&S Bank Arena de Liverpool como posibles sedes. | [ 9 ] [ 10 ]  |
| España       | RTVE       | La directora de Comunicación del RTVE, María Eizaguirre comunicó que el ente público se había ofrecido a organizar el festival el 2023 en caso de que Ucrania no pudiera. | [ 9 ] [ 10 ]  |
| Suecia       | SVT        | La alcaldesa de Estocolmo, Anna König Jerlmyr, ofreció albergar el concurso en caso de que Ucrania no pudiese hacerlo. Uno de los posibles lugares sugeridos fue el Avicii Arena, sede del concurso en 2000 y 2016. | [ 11 ]        |
| Italia       | RAI        | El 15 de mayo de 2022, Stefano Coletta, director de Rai 1, declaró que la RAI, si Ucrania no puede albergar la edición de 2023, estaría interesada en albergar el concurso nuevamente en Italia. Stefano Lo Russo, alcalde de Turín, la ciudad anfitriona de 2022, había añadido que la ciudad estaba dispuesta a ponerse a disposición de la RAI y la EBU para una posible organización en caso de que el concurso no pudiese celebrarse en Ucrania. | [ 14 ] [ 15 ] |
| Países Bajos | AVROTROS   | Marnix Kaart, director de la edición de 2021, había mostrado interés para que Róterdam volviese a ser sede del festival en el caso de que Ucrania no pudiese realizarlo. | [ 16 ] [ 17 ] |
| Polonia      | TVP        | El presidente había anunciado que TVP estaba dispuesta a ayudar a Ucrania en la organización, pero que debería discutirse primero con el gobierno polaco antes de asumir cualquier compromiso. | [ 18 ]        |
| Suiza        | SRG SSR    | En una entrevista con el jefe de la delegación helvética, Yves Schifferle, no descartó que el país pudiese organizar el evento si Ucrania no estuviese preparado para ello. | [ 19 ]        |
| Bélgica      | VRT / RTBF | La Unión Europea había sugerido a Bruselas como sede para organizar el festival de 2023, ya que la ciudad solamente fue sede en 1987. Para ello, había propuesto el Paleis 12, con capacidad para 15.000 espectadores. | [ 20 ]        |
| Islandia     | RÚV        | El director de programas de la RÚV había expresado que la Unión Europea de Radiodifusión expresaba repetidamente su apoyo, confianza y fe en las naciones competidoras más pequeñas. Y las condiciones para optar a ser sede habían sido examinadas a fondo para su seguimiento y confirmación. El lugar que había propuesto es el Egilshöll de Reikiavik, con capacidad para 18.000 espectadores.                                                    |               |

#### Candidaturas oficiales
A continuación, se muestra un listado con todas las ciudades que se proclamaron candidatas a albergar el festival incluyendo las siete ciudades finalistas de acuerdo al comunicado que hizo la BBC. El 27 de septiembre de 2022, se anunció las dos posibles ciudades, concretamente Glasgow y Liverpool. Finalmente, el día viernes 7 de octubre de 2022, se anunció Liverpool y el M&S Bank Arena como la sede del próximo festival.
     Ciudad sede

     Ciudad finalista

     Ciudad eliminada en primera fase

     Ciudad eliminada en segunda fase
| Ciudad        | Recinto              | Capacidad    | Notas | Ref.                        |
| ------------- | -------------------- | ------------ | --- | --------------------------- |
| Aberdeen      | P&J Live             | 15.000       | | [ 23 ]                      |
| Belfast       | SSE Arena            | 11.058       | | [ 24 ]                      |
| Birmingham    | Resorts World Arena  | 15.685       | Fue la sede de Eurovisión 1998 y de los Juegos de la Mancomunidad de 2022. En este recinto también se celebra anualmente el Gran Premio En pista cubierta de Birmingham.                           | [ 25 ]                      |
| Brighton      | No detallado         | No detallado | Retiró su candidatura el 11 de agosto de 2022 alegando la falta de una infraestructura adecuada.                                                                                                   | [ 26 ] [ 27 ] [ 28 ] [ 29 ] |
| Brístol       | Brabazon Hangar      | 17.000       | El estadio estaba en construcción. | [ 30 ]                      |
| Cardiff       | Principality Stadium | 73.931       | Retiró su candidatura el 3 de agosto de 2022 alegando la indisponibilidad del recinto propuesto.                                                                                                   | [ 31 ] [ 32 ]               |
| Darlington    | Darlington Arena     | 25.500       | La propuesta dependía de la construcción de un techo para cubrir el estadio. | [ 33 ] [ 34 ]               |
| Derry         | No detallado         | No detallado | Retiró su candidatura el 8 de agosto de 2022 alegando la falta de una infraestructura adecuada. | [ 35 ] [ 36 ]               |
| Edimburgo     | No detallado         | No detallado | Respaldada por el Ayuntamiento de Edimburgo. | [ 37 ]                      |
| Glasgow       | OVO Hydro            | 14.300       | Propuesta respaldada por el Ayuntamiento de Glasgow. Este recinto fue la sede de los MTV Europe Music Awards 2014 y es donde se grabó la película Eurovision Song Contest: The Story of Fire Saga. | [ 38 ]                      |
| Leeds         | First Direct Arena   | 13.781       | Respaldada por el Ayuntamiento de Leeds. Fue sede de la Premier League de dardos de 2014 y 2015.                                                                                                   | [ 39 ] [ 38 ]               |
| Liverpool     | M&S Bank Arena       | 11.000       | Respaldada por el Ayuntamiento de Liverpool y la Autoridad combinada de la región urbana de Liverpool.                                                                                             | [ 40 ] [ 41 ]               |
| Londres       | No detallado         | No detallado | | [ 26 ] [ 42 ]               |
| Mánchester    | AO Arena             | 21.000       | Respaldada por el Ayuntamiento de Mánchester. Fue sede de los Juegos de la Mancomunidad de 2002 y del Campeonato Mundial de Taekwondo de 2019.                                                     | [ 43 ] [ 38 ]               |
| Newcastle     | Utilita Arena        | 11.400       | Respaldada por el Ayuntamiento de Newcastle. | [ 44 ] [ 45 ]               |
| Nottingham    | Motorpoint Arena     | 15.865       | Retiró su candidatura el 9 de agosto de 2022 alegando que la infraestructura propuesta no podía cumplir con los requisitos de la UER.                                                              | [ 46 ] [ 47 ]               |
| Prudhoe       | No detallado         | No detallado | | [ 48 ]                      |
| Sheffield     | Utilita Arena        | 13.600       | Respaldada por el Ayuntamiento de Sheffield y la Autoridad combinada de la Alcaldía de Yorkshire del Sur.                                                                                          | [ 49 ] [ 50 ]               |
| Sunderland    | Stadium of Light     | 60.000       | Retiró su candidatura el 10 de agosto de 2022 alegando la indisponibilidad del recinto propuesto.                                                                                                  | [ 51 ] [ 52 ]               |
| Wolverhampton | No detallado         | No detallado | | [ 53 ]                      |

### Fechas
El 7 de octubre de 2022, en el mismo anuncio en el que se confirmó que Liverpool sería la ciudad sede, se desvelaron las fechas de las semifinales, que se fijaron para el 9 y el 11 de mayo de 2023, y la de la final, que sería el 13 de mayo.

### Identidad visual
El 7 de octubre de 2022, junto con el anuncio de la ciudad anfitriona, la UER reveló el logotipo genérico para el concurso de 2023. El corazón de Eurovisión, que normalmente tiene la bandera del país anfitrión en el centro, contiene la bandera ucraniana este año para reflejar la victoria del país el año anterior. El texto «Song Contest» está acompañado por «United Kingdom» y más abajo por «Liverpool 2023».
El tema artístico y el eslogan del concurso, «United by Music» (unidos por la música), se dieron a conocer el 31 de enero de 2023. El tema, diseñado por la consultora de marca con sede en Londres Superunion y la productora ucraniana Starlight Media, se construyó alrededor de una cadena de corazones bidimensionales que se asemejan a un electrocardiograma, que representan la respuesta al ritmo y el sonido, mientras que los colores se inspiraron en los de las banderas ucraniana y británica; la tipografía, Penny Lane, se inspiró en los letreros de las calles de Liverpool del siglo XX y en el patrimonio musical de la ciudad.

### Diseño del escenario
El diseño del escenario para el concurso de 2023 se reveló el 2 de febrero de 2023. Diseñado por el escenógrafo Julio Himede con sede en Nueva York, el diseño del escenario se basó en «los principios de unión, celebración y comunidad», inspirándose en un amplio abrazo y los «aspectos culturales y similitudes entre Ucrania, el Reino Unido y específicamente Liverpool». El escenario tiene 450 metros cuadrados, con 220 metros cuadrados de pantallas led giratorias independientes, más de 700 baldosas led y más de 1500 metros de luces led.

### Cambio en el sistema de votación
El día 22 de noviembre de 2022, la organización del festival anunció un cambio en el sistema de votaciones. A partir de esta edición, en las semifinales contará únicamente el voto del público. En la final se mantiene el voto de los jurados de cada país junto con el voto del público. Además, tanto en las semifinales como en la final podrá votar por Internet el público de todo el mundo, contabilizándose el voto de países no participantes de manera agrupada como si fuera un país más. Esto hace que el peso del voto del público en la final sea del 50,6 %.

## Países participantes
Estos son los países que confirmaron su participación en la edición de 2023 y algunos de los procesos de selección de artista y canción.

### Canciones y selección
| País y TV             | Título original de la canción           | Artista                            | Proceso y fecha de selección                                           |
| País y TV             | Traducción al español                   | Idiomas                            | Proceso y fecha de selección                                           |
| --------------------- | --------------------------------------- | ---------------------------------- | ---------------------------------------------------------------------- |
| Albania RTSH          | «Duje»                                  | Albina & Familja Kelmendi          | Festivali i Këngës 61, 22-12-2022                                      |
| Albania RTSH          | «Ama»                                   | Albanés                            | Festivali i Këngës 61, 22-12-2022                                      |
| Alemania NDR          | «Blood & Glitter»                       | Lord of the Lost                   | Unser Lied für Liverpool, 03-03-2023                                   |
| Alemania NDR          | «Sangre y purpurina»                    | Inglés                             | Unser Lied für Liverpool, 03-03-2023                                   |
| Armenia AMPTV         | «Future Lover»                          | Brunette                           | Elección interna, 01-02-2023 (Presentación de la canción, 15-03-2023)  |
| Armenia AMPTV         | «Futuro amante»                         | Inglés y armenio                   | Elección interna, 01-02-2023 (Presentación de la canción, 15-03-2023)  |
| Australia SBS         | «Promise»                               | Voyager                            | Elección interna, 21-02-2023                                           |
| Australia SBS         | «Prométeme»                             | Inglés                             | Elección interna, 21-02-2023                                           |
| Austria ORF           | «Who the Hell Is Edgar?»                | Teya & Salena                      | Elección interna, 31-01-2023 (Presentación de la canción, 08-03-2023)  |
| Austria ORF           | «¿Quién diablos es Edgar?»              | Inglés e italiano                  | Elección interna, 31-01-2023 (Presentación de la canción, 08-03-2023)  |
| Azerbaiyán İTV        | «Tell Me More»                          | TuralTuranX                        | Elección interna, 09-03-2023 (Presentación de la canción, 13-03-2023)  |
| Azerbaiyán İTV        | «Cuéntame más»                          | Inglés                             | Elección interna, 09-03-2023 (Presentación de la canción, 13-03-2023)  |
| Bélgica VRT           | «Because of You»                        | Gustaph                            | Eurosong 2023, 14-01-2023                                              |
| Bélgica VRT           | «Gracias a ti»                          | Inglés                             | Eurosong 2023, 14-01-2023                                              |
| Chequia ČT            | «My Sister's Crown»                     | Vesna                              | ESCZ 2023, 07-02-2023                                                  |
| Chequia ČT            | «La corona de mi hermana»               | Checo, inglés, ucraniano y búlgaro | ESCZ 2023, 07-02-2023                                                  |
| Chipre CyBC           | «Break a Broken Heart»                  | Andrew Lambrou                     | Elección interna, 17-10-2022 (Presentación de la canción, 02-03-2023)  |
| Chipre CyBC           | «Romper un corazón roto»                | Inglés                             | Elección interna, 17-10-2022 (Presentación de la canción, 02-03-2023)  |
| Croacia HRT           | «Mama ŠČ!»                              | Let 3                              | Dora 2023, 11-02-2023                                                  |
| Croacia HRT           | —                                       | Croata                             | Dora 2023, 11-02-2023                                                  |
| Dinamarca DR          | «Breaking My Heart»                     | Reiley                             | Dansk Melodi Grand Prix 2023, 11-02-2023                               |
| Dinamarca DR          | «Romperme el corazón»                   | Inglés                             | Dansk Melodi Grand Prix 2023, 11-02-2023                               |
| Eslovenia RTVSLO      | «Carpe Diem»                            | Joker Out                          | Elección interna, 08-12-2022 (Presentación de la canción, 04-02-2023)  |
| Eslovenia RTVSLO      | «Disfruta del momento»                  | Esloveno                           | Elección interna, 08-12-2022 (Presentación de la canción, 04-02-2023)  |
| España RTVE           | «Eaea»                                  | Blanca Paloma                      | Benidorm Fest 2023, 04-02-2023                                         |
| España RTVE           | —                                       | Español                            | Benidorm Fest 2023, 04-02-2023                                         |
| Estonia ERR           | «Bridges»                               | Alika                              | Eesti Laul 2023, 11-02-2023                                            |
| Estonia ERR           | «Puentes»                               | Inglés                             | Eesti Laul 2023, 11-02-2023                                            |
| Finlandia Yle         | «Cha Cha Cha»                           | Käärijä                            | Uuden Musikiin Kilpailu 2023, 25-02-2023                               |
| Finlandia Yle         | —                                       | Finés y español                    | Uuden Musikiin Kilpailu 2023, 25-02-2023                               |
| Francia FTV           | «Évidemment»                            | La Zarra                           | Elección interna, 12-01-2023 (Presentación de la canción, 19-02-2023)  |
| Francia FTV           | «Evidentemente»                         | Francés                            | Elección interna, 12-01-2023 (Presentación de la canción, 19-02-2023)  |
| Georgia GPB           | «Echo»                                  | Iru                                | The Voice Georgia, 02-02-2023 (Presentación de la canción, 16-03-2023) |
| Georgia GPB           | «Eco»                                   | Inglés                             | The Voice Georgia, 02-02-2023 (Presentación de la canción, 16-03-2023) |
| Grecia ERT            | «What They Say»                         | Victor Vernicos                    | Elección interna, 30-01-2023 (Presentación de la canción, 12-03-2023)  |
| Grecia ERT            | «Lo que dicen»                          | Inglés                             | Elección interna, 30-01-2023 (Presentación de la canción, 12-03-2023)  |
| Irlanda RTE           | «We Are One»                            | Wild Youth                         | The Late Late Show: Eurosong, 03-02-2023                               |
| Irlanda RTE           | «Somos uno»                             | Inglés                             | The Late Late Show: Eurosong, 03-02-2023                               |
| Islandia RÚV          | «Power»                                 | Diljá                              | Söngvakeppnin 2023, 04-03-2023                                         |
| Islandia RÚV          | «Poder»                                 | Inglés                             | Söngvakeppnin 2023, 04-03-2023                                         |
| Israel IPBC           | «Unicorn»                               | Noa Kirel                          | Elección interna, 10-08-2022 (Presentación de la canción, 08-03-2023)  |
| Israel IPBC           | «Unicornio»                             | Inglés, hebreo y español           | Elección interna, 10-08-2022 (Presentación de la canción, 08-03-2023)  |
| Italia RAI            | «Due Vite»                              | Marco Mengoni                      | Festival de la Canción de San Remo 2023, 11-02-2023                    |
| Italia RAI            | «Dos vidas»                             | Italiano                           | Festival de la Canción de San Remo 2023, 11-02-2023                    |
| Letonia LTV           | «Aijā»                                  | Sudden Lights                      | Supernova 2023, 11-02-2023                                             |
| Letonia LTV           | —                                       | Inglés y letón                     | Supernova 2023, 11-02-2023                                             |
| Lituania LRT          | «Stay»                                  | Monika Linkytė                     | Pabandom Iš Naujo 2023, 18-02-2023                                     |
| Lituania LRT          | «Quédate»                               | Inglés y lituano                   | Pabandom Iš Naujo 2023, 18-02-2023                                     |
| Malta PBS             | «Dance (Our Own Party)»                 | The Busker                         | Malta Eurovision Song Contest 2023, 11-02-2023                         |
| Malta PBS             | «Bailar (Nuestra propia fiesta)»        | Inglés                             | Malta Eurovision Song Contest 2023, 11-02-2023                         |
| Moldavia TRM          | «Soarele şi Luna»                       | Pasha Parfeni                      | Etapa Națională 2023, 04-03-2023                                       |
| Moldavia TRM          | «El sol y la luna»                      | Rumano                             | Etapa Națională 2023, 04-03-2023                                       |
| Noruega NRK           | «Queen of Kings»                        | Alessandra                         | Melodi Grand Prix 2023, 04-02-2023                                     |
| Noruega NRK           | «Reina de reyes»                        | Inglés, italiano y latín           | Melodi Grand Prix 2023, 04-02-2023                                     |
| Países Bajos AVROTROS | «Burning Daylight»                      | Mia Nicolai & Dion Cooper          | Elección interna, 01-11-2022 (Presentación de la canción, 01-03-2023)  |
| Países Bajos AVROTROS | «Quemando la luz del día»               | Inglés                             | Elección interna, 01-11-2022 (Presentación de la canción, 01-03-2023)  |
| Polonia TVP           | «Solo»                                  | Blanka                             | Tu bije serce Europy! Wybieramy hit na Eurowizję 2023, 26-02-2023      |
| Polonia TVP           | —                                       | Inglés                             | Tu bije serce Europy! Wybieramy hit na Eurowizję 2023, 26-02-2023      |
| Portugal RTP          | «Ai Coração»                            | Mimicat                            | Festival da Canção 2023, 11-03-2023                                    |
| Portugal RTP          | «Ay, corazón»                           | Portugués                          | Festival da Canção 2023, 11-03-2023                                    |
| Reino Unido BBC       | «I Wrote a Song»                        | Mae Muller                         | Elección interna, 09-03-2023                                           |
| Reino Unido BBC       | «Escribí una canción»                   | Inglés                             | Elección interna, 09-03-2023                                           |
| Rumanía TVR           | «D.G.T. (Off and On)»                   | Theodor Andrei                     | Selecția Naționalǎ 2023, 11-02-2023                                    |
| Rumanía TVR           | «Dedos (De vez en cuando)»              | Rumano e inglés                    | Selecția Naționalǎ 2023, 11-02-2023                                    |
| San Marino SMRTV      | «Like an Animal»                        | Piqued Jacks                       | Una Voce per San Marino, 25-02-2023                                    |
| San Marino SMRTV      | «Como un animal»                        | Inglés                             | Una Voce per San Marino, 25-02-2023                                    |
| Serbia RTS            | «Samo mi se spava» («Само ми се спава») | Luke Black                         | Pesma za Evroviziju 2023, 04-03-2023                                   |
| Serbia RTS            | «Solo quiero dormir»                    | Serbio e inglés                    | Pesma za Evroviziju 2023, 04-03-2023                                   |
| Suecia SVT            | «Tattoo»                                | Loreen                             | Melodifestivalen 2023, 11-03-2023                                      |
| Suecia SVT            | «Tatuaje»                               | Inglés                             | Melodifestivalen 2023, 11-03-2023                                      |
| Suiza SRG SSR         | «Watergun»                              | Remo Forrer                        | Elección interna, 20-02-2023 (Presentación de la canción, 07-03-2023)  |
| Suiza SRG SSR         | «Pistola de agua»                       | Inglés                             | Elección interna, 20-02-2023 (Presentación de la canción, 07-03-2023)  |
| Ucrania UA:PBC        | «Heart of Steel»                        | Tvorchi                            | Vidbir 2023, 17-12-2022                                                |
| Ucrania UA:PBC        | «Corazón de acero»                      | Inglés y ucraniano                 | Vidbir 2023, 17-12-2022                                                |

1. ↑  La canción es interpretada en la variedad gheg de la lengua albanesa.
2. ↑  Aijā no tiene una traducción literal, sino que es una onomatopeya utilizada en el idioma letón para arrullar por medio de las nanas.

#### Artistas que regresan
- Gustaph: Fue corista de Hooverphonic con el tema «The Wrong Place» en 2021 y de Sennek en el año 2018 con su tema «A Matter of Time».
- Iru Khechanovi: En 2011 fue parte del grupo Candy, ganador del Festival de la Canción de Eurovisión Júnior de ese año. Para este festival regresa como solista tras ganar The Voice en Georgia.
- Marco Mengoni: Representó a Italia en Eurovisión 2013 con la canción «L'essenziale», quedando en 7.ª posición con 126 puntos.
- Monika Linkytė: Representó a Lituania en Eurovisión 2015 junto a Vaidas Baumila con la canción «This Time», quedando en 18.ª posición con 30 puntos.
- Pasha Parfeni: Representó a Moldavia en Eurovisión 2012 con la canción «Lăutar», quedando en 11.ª posición con 81 puntos. Además, en Eurovisión 2013, fue pianista de Aliona Moon.
- Loreen: Representó a Suecia en Eurovisión 2012 con la canción «Euphoria», donde fue la ganadora consiguiendo un total de 372 puntos.

### Idiomas
Dieciocho canciones serán interpretadas íntegramente en inglés. El resto de los países, en general, lo hicieron en su idioma oficial o compartiéndolo con otro. Nueve países interpretaron canciones íntegras en un idioma oficial del mismo. Por primera vez en la historia, se utilizó la variedad gheg de la lengua albanesa por parte de Albania, mientras que Finlandia utilizó el finés por primera vez en una canción desde 2015. Letonia, por su parte, utilizó parcialmente el letón por primera vez desde 2009.

### Sorteo de semifinales
El sorteo para determinar la ubicación de los países participantes en cada una de las semifinales se celebró el 31 de enero de 2023 en el St George’s Hall de Liverpool. Los 31 países semifinalistas se repartieron en 5 bombos, basándose en tendencias históricas en las votaciones de los últimos 15 años. El sorteo también determinó en qué semifinal votará cada uno de los países pertenecientes al Big Five (Alemania, España, Francia, Italia y Reino Unido), así como el país ganador de la edición anterior (Ucrania)
| Bombo 1                                                    | Bombo 2                                                                     | Bombo 3                                                        | Bombo 4                                                     | Bombo 5                                                           | Finalistas                                                     |
| ---------------------------------------------------------- | --------------------------------------------------------------------------- | -------------------------------------------------------------- | ----------------------------------------------------------- | ----------------------------------------------------------------- | -------------------------------------------------------------- |
| - Albania - Austria - Croacia - Eslovenia - Serbia - Suiza | - Australia - Dinamarca - Estonia - Finlandia - Islandia - Noruega - Suecia | - Armenia - Azerbaiyán - Georgia - Israel - Letonia - Lituania | - Chipre - Grecia - Irlanda - Malta - Portugal - San Marino | - Bélgica - Chequia - Moldavia - Países Bajos - Polonia - Rumanía | - Alemania - España - Francia - Italia - Reino Unido - Ucrania |

| 1.ª semifinal 9 de mayo de 2023                                  | 1.ª semifinal 9 de mayo de 2023                                                   | 2.ª semifinal 11 de mayo de 2023                                            | 2.ª semifinal 11 de mayo de 2023                                                   |
| ---------------------------------------------------------------- | --------------------------------------------------------------------------------- | --------------------------------------------------------------------------- | ---------------------------------------------------------------------------------- |
| 1.ª mitad: Serbia Letonia Irlanda Noruega Portugal Croacia Malta | 2.ª mitad: Suecia Moldavia Suiza Israel Países Bajos Finlandia Azerbaiyán Chequia | 1.ª mitad: Armenia Chipre Rumania Dinamarca Bélgica Islandia Grecia Estonia | 2.ª mitad: Albania Australia Austria Lituania San Marino Eslovenia Georgia Polonia |
| Con derecho a voto: Alemania Francia Italia                      | Con derecho a voto: Alemania Francia Italia                                       | Con derecho a voto: España Ucrania Reino Unido                              | Con derecho a voto: España Ucrania Reino Unido                                     |

## Festival

### Semifinales

#### Semifinal 1
La primera semifinal del Festival de la Canción de Eurovisión 2023 se celebró el 9 de mayo de 2023, (21:00 horas CEST). Un total de 18 países tuvieron derecho a voto en esta semifinal: los 15 participantes más Alemania, Francia e Italia, quienes ya se encontraban clasificados directamente a la final, así como el público del resto del mundo como si fuera un país.
| N.º | País         | Intérprete(s)             | Canción                 | Lugar | Puntos |
| --- | ------------ | ------------------------- | ----------------------- | ----- | ------ |
| 01  | Noruega      | Alessandra                | «Queen of Kings»        | 6     | 102    |
| 02  | Malta        | The Busker                | «Dance (Our Own Party)» | 15    | 3      |
| 03  | Serbia       | Luke Black                | «Samo mi se spava»      | 10    | 37     |
| 04  | Letonia      | Sudden Lights             | «Aijā»                  | 11    | 34     |
| 05  | Portugal     | Mimicat                   | «Ai Coração»            | 9     | 74     |
| 06  | Irlanda      | Wild Youth                | «We Are One»            | 12    | 10     |
| 07  | Croacia      | Let 3                     | «Mama ŠČ!»              | 8     | 76     |
| 08  | Suiza        | Remo Forrer               | «Watergun»              | 7     | 97     |
| 09  | Israel       | Noa Kirel                 | «Unicorn»               | 3     | 127    |
| 10  | Moldavia     | Pasha Parfeni             | «Soarele şi Luna»       | 5     | 109    |
| 11  | Suecia       | Loreen                    | «Tattoo»                | 2     | 135    |
| 12  | Azerbaiyán   | TuralTuranX               | «Tell Me More»          | 14    | 4      |
| 13  | Chequia      | Vesna                     | «My Sister's Crown»     | 4     | 110    |
| 14  | Países Bajos | Mia Nicolai & Dion Cooper | «Burning Daylight»      | 13    | 7      |
| 15  | Finlandia    | Käärijä                   | «Cha Cha Cha»           | 1     | 177    |

#### Semifinal 2
La segunda semifinal del Festival de la Canción de Eurovisión 2023 se celebró el 11 de mayo       de 2023, (21:00 horas CEST). Un total de 20 países tuvieron derecho a voto en esta semifinal: los 16 participantes más Ucrania, España y Reino Unido, quienes ya se encuentran clasificados directamente a la final, así como el público del resto del mundo como si fuera un país.
| N.º | País       | Intérprete(s)             | Canción                  | Lugar | Puntos |
| --- | ---------- | ------------------------- | ------------------------ | ----- | ------ |
| 01  | Dinamarca  | Reiley                    | «Breaking My Heart»      | 14    | 6      |
| 02  | Armenia    | Brunette                  | «Future Lover»           | 6     | 99     |
| 03  | Rumanía    | Theodor Andrei            | «D.G.T. (Off and On)»    | 15    | 0      |
| 04  | Estonia    | Alika                     | «Bridges»                | 10    | 74     |
| 05  | Bélgica    | Gustaph                   | «Because of You»         | 8     | 90     |
| 06  | Chipre     | Andrew Lambrou            | «Break a Broken Heart»   | 7     | 94     |
| 07  | Islandia   | Diljá                     | «Power»                  | 11    | 44     |
| 08  | Grecia     | Victor Vernicos           | «What They Say»          | 13    | 14     |
| 09  | Polonia    | Blanka                    | «Solo»                   | 3     | 124    |
| 10  | Eslovenia  | Joker Out                 | «Carpe Diem»             | 5     | 103    |
| 11  | Georgia    | Iru                       | «Echo»                   | 12    | 33     |
| 12  | San Marino | Piqued Jacks              | «Like an Animal»         | 16    | 0      |
| 13  | Austria    | Teya & Salena             | «Who the Hell Is Edgar?» | 2     | 137    |
| 14  | Albania    | Albina & Familja Kelmendi | «Duje»                   | 9     | 83     |
| 15  | Lituania   | Monika Linkytė            | «Stay»                   | 4     | 110    |
| 16  | Australia  | Voyager                   | «Promise»                | 1     | 149    |

### Final
La final del Festival de la Canción de Eurovisión 2023 se celebró el 13 de mayo de 2023, (21:00 horas CEST). A la final llegaron 26 países, los cinco pertenecientes al "Big Five" (Alemania, España, Francia, Italia y Reino Unido), así como Ucrania, el ganador de la edición anterior junto con los diez mejor puntuados en cada semifinal. Tuvieron derecho a voto los 37 países participantes en el concurso y el público del resto del mundo como si fuera un país.
| N.º | País        | Intérprete(s)             | Canción                  | Lugar | Puntos |
| --- | ----------- | ------------------------- | ------------------------ | ----- | ------ |
| 01  | Austria     | Teya & Salena             | «Who the Hell Is Edgar?» | 15    | 120    |
| 02  | Portugal    | Mimicat                   | «Ai Coração»             | 23    | 59     |
| 03  | Suiza       | Remo Forrer               | «Watergun»               | 20    | 92     |
| 04  | Polonia     | Blanka                    | «Solo»                   | 19    | 93     |
| 05  | Serbia      | Luke Black                | «Samo mi se spava»       | 24    | 30     |
| 06  | Francia     | La Zarra                  | «Évidemment»             | 16    | 104    |
| 07  | Chipre      | Andrew Lambrou            | «Break a Broken Heart»   | 12    | 126    |
| 08  | España      | Blanca Paloma             | «Eaea»                   | 17    | 100    |
| 09  | Suecia      | Loreen                    | «Tattoo»                 | 1     | 583    |
| 10  | Albania     | Albina & Familja Kelmendi | «Duje»                   | 22    | 76     |
| 11  | Italia      | Marco Mengoni             | «Due Vite»               | 4     | 350    |
| 12  | Estonia     | Alika                     | «Bridges»                | 8     | 168    |
| 13  | Finlandia   | Käärijä                   | «Cha Cha Cha»            | 2     | 526    |
| 14  | Chequia     | Vesna                     | «My Sister's Crown»      | 10    | 129    |
| 15  | Australia   | Voyager                   | «Promise»                | 9     | 151    |
| 16  | Bélgica     | Gustaph                   | «Because of You»         | 7     | 182    |
| 17  | Armenia     | Brunette                  | «Future Lover»           | 14    | 122    |
| 18  | Moldavia    | Pasha Parfeni             | «Soarele şi Luna»        | 18    | 96     |
| 19  | Ucrania     | Tvorchi                   | «Heart of Steel»         | 6     | 243    |
| 20  | Noruega     | Alessandra                | «Queen of Kings»         | 5     | 268    |
| 21  | Alemania    | Lord of the Lost          | «Blood & Glitter»        | 26    | 18     |
| 22  | Lituania    | Monika Linkytė            | «Stay»                   | 11    | 127    |
| 23  | Israel      | Noa Kirel                 | «Unicorn»                | 3     | 362    |
| 24  | Eslovenia   | Joker Out                 | «Carpe Diem»             | 21    | 78     |
| 25  | Croacia     | Let 3                     | «Mama ŠČ!»               | 13    | 123    |
| 26  | Reino Unido | Mae Muller                | «I Wrote a Song»         | 25    | 24     |

#### Puntuaciones detalladas del jurado
| País        | Bandera de Albania | Bandera de Armenia | Bandera de Australia | Bandera de Austria | Bandera de Azerbaiyán | Bandera de Bélgica | Bandera de Croacia | Bandera de Chipre | Bandera de República Checa | Bandera de Dinamarca | Bandera de Estonia | Bandera de Finlandia | Bandera de Francia | Bandera de Georgia | Bandera de Alemania | Bandera de Grecia | Bandera de Islandia | Bandera de Irlanda | Bandera de Israel | Bandera de Italia | Bandera de Letonia | Bandera de Lituania | Bandera de Malta | Bandera de Moldavia | Bandera de los Países Bajos | Bandera de Noruega | Bandera de Polonia | Bandera de Portugal | Bandera de Rumania | Bandera de San Marino | Bandera de Serbia | Bandera de Eslovenia | Bandera de España | Bandera de Suecia | Bandera de Suiza | Bandera de Ucrania | Bandera del Reino Unido |
| ----------- | ------------------ | ------------------ | -------------------- | ------------------ | --------------------- | ------------------ | ------------------ | ----------------- | -------------------------- | -------------------- | ------------------ | -------------------- | ------------------ | ------------------ | ------------------- | ----------------- | ------------------- | ------------------ | ----------------- | ----------------- | ------------------ | ------------------- | ---------------- | ------------------- | --------------------------- | ------------------ | ------------------ | ------------------- | ------------------ | --------------------- | ----------------- | -------------------- | ----------------- | ----------------- | ---------------- | ------------------ | ----------------------- |
| Suecia      | 12                 | 10                 | 7                    | 10                 | 10                    | 8                  | 10                 | 12                | 10                         | 12                   | 12                 | 12                   | 6                  | 4                  | 12                  | 6                 | 7                   | 12                 | 12                | 8                 | 10                 | 12                  | 12               | 12                  | 12                          | 10                 | 7                  | 5                   | 10                 | 4                     | 5                 | 7                    | 12                | -                 | 6                | 12                 | 12                      |
| Israel      | 6                  | 12                 |                      |                    | 12                    | 10                 | 8                  | 7                 |                            |                      | 4                  |                      | 12                 | 7                  |                     | 8                 |                     | 7                  | -                 | 12                | 5                  | 10                  | 7                |                     | 2                           | 3                  | 12                 |                     | 4                  |                       | 10                |                      | 8                 | 5                 | 1                | 1                  | 4                       |
| Italia      | 2                  |                    | 1                    | 12                 | 6                     | 7                  | 12                 | 5                 | 4                          |                      | 5                  | 6                    | 2                  | 8                  | 4                   |                   |                     |                    |                   |                   | 3                  |                     | 10               | 10                  |                             | 6                  | 6                  |                     | 12                 | 12                    | 2                 | 12                   | 10                | 7                 | 8                | 2                  | 2                       |
| Finlandia   |                    | 8                  | 5                    | 8                  | 3                     | 5                  | 7                  | 3                 | 5                          | 8                    | 10                 |                      | 8                  | 1                  |                     |                   | 10                  | 8                  | 8                 |                   |                    | 3                   | 8                |                     | 10                          | 12                 |                    |                     |                    |                       | 7                 |                      | 1                 | 12                |                  |                    |                         |
| Estonia     | 8                  |                    | 8                    |                    | 1                     |                    | 3                  |                   | 2                          |                      |                    |                      |                    | 5                  | 10                  |                   |                     |                    | 5                 | 6                 | 12                 | 5                   |                  | 7                   |                             |                    | 8                  | 8                   | 8                  | 10                    |                   | 10                   | 7                 | 2                 | 10               | 5                  | 6                       |
| Australia   | 3                  |                    |                      |                    | 5                     | 4                  |                    | 8                 | 7                          | 2                    | 8                  |                      |                    | 2                  | 8                   | 5                 | 12                  | 4                  |                   |                   |                    | 4                   |                  | 5                   |                             | 5                  | 6                  | 12                  | 3                  | 5                     |                   | 4                    |                   |                   | 2                | 8                  | 10                      |
| Bélgica     | 5                  |                    | 12                   | 3                  |                       |                    |                    |                   |                            | 3                    | 6                  | 5                    |                    | 12                 |                     | 12                | 5                   | 10                 | 3                 | 2                 | 2                  | 7                   |                  |                     | 4                           |                    | 5                  | 6                   | 2                  | 7                     |                   | 5                    | 4                 |                   |                  |                    | 7                       |
| Austria     |                    | 2                  | 6                    |                    |                       | 12                 |                    | 10                |                            | 7                    |                    | 2                    | 10                 |                    | 2                   | 7                 | 8                   |                    | 6                 |                   |                    | 8                   | 1                |                     | 1                           |                    |                    |                     |                    | 6                     | 6                 | 3                    |                   |                   | 7                |                    |                         |
| España      | 1                  | 6                  | 4                    |                    | 7                     | 6                  | 6                  | 6                 | 3                          |                      | 2                  |                      |                    |                    | 7                   |                   | 3                   |                    |                   |                   | 8                  |                     |                  | 3                   | 7                           | 1                  |                    | 10                  |                    | 2                     | 3                 | 2                    |                   |                   | 3                |                    | 5                       |
| Chequia     |                    |                    |                      | 5                  |                       | 3                  |                    | 1                 |                            |                      |                    | 8                    | 4                  |                    | 5                   |                   | 6                   | 3                  | 4                 | 7                 |                    |                     |                  |                     | 8                           | 4                  |                    | 7                   |                    |                       | 1                 | 6                    |                   | 3                 | 12               | 7                  |                         |
| Lituania    |                    |                    | 10                   | 7                  |                       |                    |                    |                   |                            | 4                    | 1                  |                      |                    | 6                  | 1                   |                   |                     | 1                  |                   | 3                 | 7                  |                     | 4                |                     |                             |                    | 3                  |                     |                    | 8                     |                   | 8                    |                   |                   |                  | 10                 | 8                       |
| Armenia     | 10                 |                    |                      | 1                  |                       |                    |                    | 4                 | 8                          |                      | 3                  |                      | 7                  | 10                 |                     |                   |                     | 6                  |                   | 5                 | 1                  |                     |                  | 2                   |                             |                    | 1                  |                     |                    |                       |                   |                      | 3                 |                   | 5                |                    | 3                       |
| Chipre      | 4                  | 5                  | 3                    | 2                  |                       |                    |                    |                   |                            | 5                    |                    | 1                    |                    | 3                  |                     | 4                 |                     |                    | 1                 |                   | 6                  | 1                   | 5                | 4                   |                             | 7                  | 10                 |                     | 6                  |                       |                   |                      |                   | 1                 |                  |                    |                         |
| Suiza       | 7                  |                    |                      | 4                  | 4                     |                    |                    | 2                 |                            |                      |                    | 10                   | 3                  |                    |                     | 2                 |                     |                    |                   | 4                 |                    |                     | 6                |                     | 6                           | 2                  | 2                  | 2                   |                    |                       |                   | 1                    |                   | 6                 |                  |                    |                         |
| Ucrania     |                    | 3                  |                      |                    | 2                     |                    |                    |                   | 12                         |                      | 7                  |                      | 1                  |                    |                     |                   |                     |                    | 7                 | 10                | 4                  | 2                   |                  | 6                   |                             |                    |                    |                     |                    |                       |                   |                      |                   |                   |                  |                    |                         |
| Francia     |                    | 7                  |                      |                    |                       | 1                  |                    |                   |                            | 6                    |                    | 7                    |                    |                    |                     |                   |                     | 5                  |                   |                   |                    | 6                   |                  |                     | 3                           |                    |                    |                     |                    |                       | 4                 |                      | 5                 | 10                |                  |                    |                         |
| Noruega     |                    | 4                  |                      |                    |                       |                    |                    |                   |                            | 10                   |                    |                      |                    |                    | 6                   |                   | 4                   |                    | 10                |                   |                    |                     | 2                |                     |                             |                    |                    | 1                   |                    | 1                     |                   |                      | 2                 | 8                 | 4                |                    |                         |
| Portugal    |                    |                    | 2                    |                    |                       |                    | 1                  |                   |                            |                      |                    | 3                    | 5                  |                    |                     | 10                |                     |                    |                   |                   |                    |                     | 3                | 8                   | 5                           |                    |                    |                     |                    |                       |                   |                      | 6                 |                   |                  |                    |                         |
| Eslovenia   |                    |                    |                      | 6                  |                       |                    | 5                  |                   | 6                          |                      |                    |                      |                    |                    |                     |                   |                     |                    |                   |                   |                    |                     |                  |                     |                             |                    |                    |                     |                    |                       | 12                |                      |                   |                   |                  | 3                  | 1                       |
| Moldavia    |                    |                    |                      |                    |                       |                    | 2                  |                   |                            |                      |                    |                      |                    |                    |                     |                   |                     |                    |                   |                   |                    |                     |                  |                     |                             | 8                  |                    |                     | 7                  | 3                     |                   |                      |                   |                   |                  |                    |                         |
| Albania     |                    |                    |                      |                    | 8                     |                    |                    |                   |                            |                      |                    |                      |                    |                    |                     | 3                 |                     |                    |                   |                   |                    |                     |                  | 1                   |                             |                    |                    |                     | 5                  |                       |                   |                      |                   |                   |                  |                    |                         |
| Reino Unido |                    |                    |                      |                    |                       |                    |                    |                   |                            | 1                    |                    | 4                    |                    |                    |                     |                   |                     | 2                  |                   |                   |                    |                     |                  |                     |                             |                    |                    |                     |                    |                       |                   |                      |                   | 4                 |                  | 4                  |                         |
| Serbia      |                    |                    |                      |                    |                       |                    | 4                  |                   |                            |                      |                    |                      |                    |                    | 3                   | 1                 | 1                   |                    |                   | 1                 |                    |                     |                  |                     |                             |                    |                    | 4                   |                    |                       |                   |                      |                   |                   |                  |                    |                         |
| Polonia     |                    | 1                  |                      |                    |                       | 2                  |                    |                   |                            |                      |                    |                      |                    |                    |                     |                   |                     |                    | 2                 |                   |                    |                     |                  |                     |                             |                    |                    |                     | 1                  |                       |                   |                      |                   |                   |                  | 6                  |                         |
| Croacia     |                    |                    |                      |                    |                       |                    |                    |                   |                            |                      |                    |                      |                    |                    |                     |                   |                     |                    |                   |                   |                    |                     |                  |                     |                             |                    |                    | 3                   |                    |                       | 8                 |                      |                   |                   |                  |                    |                         |
| Alemania    |                    |                    |                      |                    |                       |                    |                    |                   | 1                          |                      |                    |                      |                    |                    |                     |                   | 2                   |                    |                   |                   |                    |                     |                  |                     |                             |                    |                    |                     |                    |                       |                   |                      |                   |                   |                  |                    |                         |

#### Desglose de votación
| Pos. | País        | Puntos |
| ---- | ----------- | ------ |
| 1    | Suecia      | 340    |
| 2    | Israel      | 177    |
| 3    | Italia      | 176    |
| 4    | Finlandia   | 150    |
| 5    | Estonia     | 146    |
| 6    | Australia   | 130    |
| 7    | Bélgica     | 127    |
| 8    | Austria     | 104    |
| 9    | España      | 95     |
| 10   | Chequia     | 94     |
| 11   | Lituania    | 81     |
| 12   | Armenia     | 69     |
| 13   | Chipre      | 68     |
| 14   | Suiza       | 61     |
| 15   | Ucrania     | 54     |
| 16   | Francia     | 54     |
| 17   | Noruega     | 52     |
| 18   | Portugal    | 43     |
| 19   | Eslovenia   | 33     |
| 20   | Moldavia    | 20     |
| 21   | Albania     | 17     |
| 22   | Reino Unido | 15     |
| 23   | Serbia      | 14     |
| 24   | Polonia     | 12     |
| 25   | Croacia     | 11     |
| 26   | Alemania    | 3      |

| Pos. | País        | Puntos |
| ---- | ----------- | ------ |
| 1    | Finlandia   | 376    |
| 2    | Suecia      | 243    |
| 3    | Noruega     | 216    |
| 4    | Ucrania     | 189    |
| 5    | Israel      | 185    |
| 6    | Italia      | 174    |
| 7    | Croacia     | 112    |
| 8    | Polonia     | 81     |
| 9    | Moldavia    | 76     |
| 10   | Albania     | 59     |
| 11   | Chipre      | 58     |
| 12   | Bélgica     | 55     |
| 13   | Armenia     | 53     |
| 14   | Francia     | 50     |
| 15   | Lituania    | 46     |
| 16   | Eslovenia   | 45     |
| 17   | Chequia     | 35     |
| 18   | Suiza       | 31     |
| 19   | Estonia     | 22     |
| 20   | Australia   | 21     |
| 21   | Serbia      | 16     |
| 22   | Portugal    | 16     |
| 23   | Austria     | 16     |
| 24   | Alemania    | 15     |
| 25   | Reino Unido | 9      |
| 26   | España      | 5      |

#### Máximas puntuaciones

##### Jurado
| N. | A         | De |
| -- | --------- | --- |
| 15 | Suecia    | Albania, Alemania, Chipre, Dinamarca, España, Estonia, Finlandia, Irlanda, Israel, Lituania, Malta, Moldavia, Países Bajos, Reino Unido, Ucrania |
| 5  | Israel    | Armenia, Azerbaiyán, Francia, Italia, Polonia |
| 5  | Italia    | Austria, Croacia, Eslovenia, Rumanía, San Marino                                                                                                 |
| 3  | Bélgica   | Australia, Georgia, Grecia |
| 2  | Australia | Islandia, Portugal |
| 2  | Finlandia | Noruega, Suecia |
| 1  | Austria   | Bélgica |
| 1  | Chequia   | Suiza |
| 1  | Estonia   | Letonia |
| 1  | Eslovenia | Serbia |
| 1  | Ucrania   | Chequia |

##### Televoto
| N. | A         | De |
| -- | --------- | --- |
| 18 | Finlandia | Alemania, Australia, Austria, Bélgica, Dinamarca, España, Estonia, Irlanda, Islandia, Israel, Letonia, Lituania, Noruega, Países Bajos, Reino Unido, San Marino, Serbia, Suecia |
| 4  | Israel    | Armenia, Azerbaiyán, Chipre, Resto del Mundo |
| 4  | Ucrania   | Chequia, Moldavia, Polonia, Portugal |
| 2  | Italia    | Albania, Malta, |
| 2  | Armenia   | Francia, Georgia |
| 2  | Moldavia  | Italia, Rumanía |
| 1  | Albania   | Suiza |
| 1  | Chipre    | Grecia |
| 1  | Croacia   | Eslovenia |
| 1  | Noruega   | Finlandia |
| 1  | Polonia   | Ucrania |
| 1  | Eslovenia | Croacia |

## Portavoces
En la final del Festival de la Canción de Eurovisión 2023, que se celebró el 13 de mayo de 2023 (21:00 CEST), los 37 países participantes en el certamen otorgaron sus puntuaciones a los finalistas. Los votos de los jurados de dichos países fueron dados a conocer por portavoces de las diferentes televisiones en conexión en directo, donde otorgaban los 12 puntos, mientras que el resto de puntos otorgados aparecían en pantalla en ese mismo momento.
| País         | Portavoz                   | Ref(s)  |
| ------------ | -------------------------- | ------- |
| Albania      | Andri Xhahu                | [ 109 ] |
| Alemania     | Alexander Duszat ("Elton") |         |
| Armenia      | Maléna                     |         |
| Australia    | Catherine Martin           | [ 110 ] |
| Austria      | Philip Hansa               |         |
| Azerbaiyán   | Narmin Salmanova           | [ 111 ] |
| Bélgica      | Bart Cannaerts             |         |
| Chequia      | Radka Rosická              |         |
| Chipre       | Loukas Hamatsos            | [ 112 ] |
| Croacia      | Maja Ciglenečki            |         |
| Dinamarca    | Tina Müller                |         |
| Eslovenia    | Melani Mekicar             |         |
| España       | Ruth Lorenzo               | [ 113 ] |
| Estonia      | Ragnar Klavan              | [ 114 ] |
| Finlandia    | Bess                       | [ 115 ] |
| Francia      | Anggun                     |         |
| Georgia      | Archil Sulakvelidze        |         |
| Grecia       | Fotis Sergoulopoulos       | [ 116 ] |
| Irlanda      | Niam Kavanagh              |         |
| Islandia     | Einar Stefánsson           |         |
| Israel       | Ilanit                     | [ 117 ] |
| Italia       | Kaze                       |         |
| Letonia      | Jānis Pētersons            |         |
| Lituania     | Monika Liu                 | [ 118 ] |
| Malta        | Ryan Hili                  |         |
| Moldavia     | Doina Stimpovschi          |         |
| Noruega      | Ben Adams                  |         |
| Países Bajos | S10                        | [ 119 ] |
| Polonia      | Ida Nowakowska             | [ 120 ] |
| Portugal     | Maro                       |         |
| Reino Unido  | Catherine Tate             |         |
| Rumanía      | Eda Marcus                 |         |
| San Marino   | John Kennedy O’Connor      | [ 121 ] |
| Serbia       | Dragana Kosjerina          |         |
| Suecia       | Farah Abadi                |         |
| Suiza        | Chiara Dubey               | [ 122 ] |
| Ucrania      | Zlata Ognevich             | [ 123 ] |

## Otros países

### Miembros activos de la UER
- Andorra (RTVA): El 26 de mayo de 2022, Dani Ortolà, el gestor de contenidos de la Radio y Televisión de Andorra, declaró que Andorra no tiene planeado participar en Eurovisión.[124] Andorra participó por última vez en 2009.

- Bulgaria: El 19 de octubre de 2022, la emisora búlgara BNT confirmó a varios medios locales que el país no podría participar en el concurso de 2023, alegando problemas financieros. Además, tras el análisis se decidió que este programa ya no presenta interés para la emisora.[125][126]

- Eslovaquia: El 10 de junio de 2022, la emisora eslovaca RTVS declaró inicialmente que el país no volvería al concurso en 2023, citando limitaciones financieras y bajas cifras de audiencia durante su tiempo en el concurso.[127] Sin embargo, más tarde se aclaró que aún pueden considerar regresar al concurso después de la elección de su nuevo director general, y se espera que se tome una decisión final en agosto.[128] El 30 de junio, Ľuboš Machaj fue elegido nuevo director general de RTVS, en sustitución del titular Jaroslav Rezník.[129] Eslovaquia participó por última vez en 2012.

- Luxemburgo: El 2 de agosto de 2022 RTL Télévision confirmó que Luxemburgo no regresaría al festival en 2023. Luxemburgo participó por última vez en 1993. Sin embargo, el 12 de mayo de 2023 se confirmó que Luxemburgo regresaría en 2024.

- Macedonia del Norte: El 14 de octubre de 2022, MRT confirmó que Macedonia del Norte no participará en el Festival de Eurovisión 2023 debido a la crisis económica y energética y los altos costes de participación. La decisión de retirarse se hará efectiva en 2023. Esta es la primera vez en la historia que Macedonia del Norte se retira del Festival de Eurovisión.

- Mónaco: El 22 de noviembre de 2021, se informó que parte del presupuesto estatal monegasco se había reservado para participar en el concurso de 2023.[130] Sin embargo, los planes se retrasaron porque el nuevo canal de televisión de Mónaco, Monte-Carlo Riviera TV, está programado para lanzarse alrededor de junio o septiembre de 2023, en lugar del período inicialmente descrito de finales de 2022.[131] Mónaco participó por última vez en el Festival de Eurovisión en el año 2006.

- Montenegro: El 13 de octubre de 2022, la radiodifusora montenegrina RTCG comunicó que el país balcánico se retiraba del festival, debido a problemas financieros, el coste de la estancia en el país anfitrión y la falta de interés de sus patrocinadores hacia dicho festival. Asimismo, ésta recalca que se han dedicado a financiar proyectos nacionales con el dinero que en un principio habían destinado para el festival.[132]

### Miembros asociados de la UER
- Kazajistán (Khabar Agency): Kazajistán ya participa en el Festival de la Canción de Eurovisión Junior desde su debut en 2018. La emisora nacional de Kazajistán Khabar Agency ha estado transmitiendo el Festival de la Canción de Eurovisión desde 2012. Como miembro asociado de la UER, Khabar Agency debe ser invitada por la UER y aprobada por el grupo de referencia del concurso de canciones para participar en cualquier evento de Eurovisión, siguiendo el mismo proceso que ha hecho la SBS de Australia en el pasado.[133] Sin embargo, por el momento, las invitaciones de Kazajistán solo se han limitado a la edición infantil del concurso.

### Países no miembros de la UER
- Bielorrusia: El 28 de mayo de 2021, la emisora del país BTRC fue suspendida de la UER, por lo que su participación en Eurovisión no puede ser posible.[134][135][136] A partir del 1 de julio de 2021, BTRC fue oficialmente suspendida de todos los festivales organizados por la UER hasta el 1 de julio de 2024.[137] No obstante, la suspensión de BTRC estará sujeta a revisiones periódicas en las reuniones del grupo ejecutivo de la UER.[138]

- Kosovo: El 16 de mayo de 2022, el director general de la emisora kosovar RTK Shkumbin Ahmetxhekaj declaró que la emisora tiene como objetivo solicitar la membresía de la UER a finales de año y confirmó que si RTK la consigue, Kosovo podría participar en Eurovisión en 2024.[139]

- Rusia: El 26 de febrero de 2022, las radiodifusoras rusas VGTRK y Piervy Kanal suspendieron su membresía en la UER, lo que imposibilitó la participación en 2023 y futuras participaciones.[140]

## Transmisiones
| País         | Emisora            | Canal(es)                                         | Show(s)     | Comentarista(s)                                                                             | Ref(s)                                          |
| ------------ | ------------------ | ------------------------------------------------- | ----------- | ------------------------------------------------------------------------------------------- | ----------------------------------------------- |
| Albania      | RTSH               | RTSH 1, RTSH Muzikë, Radio Tirana                 | Todos       | Andri Xhahu                                                                                 | [ 142 ]                                         |
| Alemania     | ARD/NDR            | One                                               | Todos       | Peter Urban                                                                                 | [ 143 ] [ 144 ] [ 145 ] [ 146 ]                 |
| Alemania     | ARD/NDR            | Das Erste                                         | Final       | Peter Urban                                                                                 | [ 143 ] [ 144 ] [ 145 ] [ 146 ]                 |
| Alemania     | Deutsche Welle     | DW Deutsch, DW Deutsch+                           | Final       | Peter Urban                                                                                 | [ 143 ] [ 144 ] [ 145 ] [ 146 ]                 |
| Armenia      | AMPTV              | Armenia 1                                         | Todos       | Hrachuhi Utmazyan y Hamlet Arakelyan                                                        | [ 147 ] [ 148 ]                                 |
| Australia    | SBS                | SBS                                               | Todos       | Myf Warhurst y Joel Creasey                                                                 | [ 149 ] [ 150 ] [ 151 ]                         |
| Austria      | ORF                | ORF 1                                             | Todos       | Andi Knoll                                                                                  | [ 152 ] [ 153 ] [ 154 ]                         |
| Austria      | ORF                | FM4                                               | Final       | Jan Böhmermann y Olli Schulz                                                                | [ 155 ] [ 156 ]                                 |
| Azerbaiyán   | İTV                | İTV                                               | Todos       | Azer Suleymanli                                                                             | [ 157 ]                                         |
| Bélgica      | VRT                | VRT 1                                             | Todos       | Peter Van de Veire                                                                          | [ 158 ]                                         |
| Bélgica      | VRT                | Radio 2                                           | SF2/Final   | Peter Van de Veire                                                                          | [ 159 ]                                         |
| Bélgica      | RTBF               | Tipik                                             | SF1         | Jean-Louis Lahaye y Maureen Louys                                                           | [ 160 ] [ 161 ] [ 162 ]                         |
| Bélgica      | RTBF               | La Une                                            | SF2/Final   | Jean-Louis Lahaye y Maureen Louys                                                           | [ 160 ] [ 161 ] [ 162 ]                         |
| Bélgica      | RTBF               | Vivacité                                          | Todos       | Jean-Louis Lahaye y Maureen Louys                                                           | [ 160 ] [ 161 ] [ 162 ]                         |
| Chequia      | ČT                 | ČT2                                               | Todos       | Jan Maxián                                                                                  | [ 163 ] [ 164 ] [ 165 ] [ 166 ]                 |
| Chipre       | RIK                | RIK 1, RIK Sat                                    | Todos       | Melina Karageorgiou y Alexandros Taramountas                                                | [ 167 ] [ 168 ]                                 |
| Croacia      | HRT                | HRT 1                                             | Todos       | Duško Ćurlić                                                                                | [ 169 ]                                         |
| Dinamarca    | DR                 | DR1                                               | Todos       | Nicolai Molbech                                                                             | [ 170 ]                                         |
| Eslovenia    | RTVSLO             | TV SLO 2                                          | Semifinales | Andrej Hofer                                                                                | [ 171 ]                                         |
| Eslovenia    | RTVSLO             | TV SLO 1                                          | Final       | Andrej Hofer                                                                                | [ 171 ]                                         |
| Eslovenia    | RTVSLO             | Radio Val 202, Radio Maribor                      | SF2         | Maja Stepančič, Maruša Kerec, Neja Jerant y Uršula Zaletelj                                 | [ 171 ]                                         |
| Eslovenia    | RTVSLO             | Radio Val 202, Radio Maribor                      | Final       | Maja Stepančič, Miha Šalehary Uršula Zaletelj                                               | [ 171 ]                                         |
| España       | RTVE               | La 2                                              | SF1         | Tony Aguilar y Julia Varela                                                                 | [ 172 ] [ 173 ] [ 174 ]                         |
| España       | RTVE               | La 1                                              | SF2/Final   | Tony Aguilar y Julia Varela                                                                 | [ 172 ] [ 173 ] [ 174 ]                         |
| España       | RTVE               | TVE Internacional                                 | Todos       | Tony Aguilar y Julia Varela                                                                 | [ 172 ] [ 173 ] [ 174 ]                         |
| España       | RTVE               | Radio Nacional                                    | Final       | David Asensio, Imanol Durán, Irene Vaquero, Ángela Fernández y Luis Antonio Romero          | [ 172 ] [ 173 ] [ 174 ]                         |
| Estonia      | ERR                | ETV                                               | Todos       | Marko Reikop                                                                                | [ 175 ] [ 176 ]                                 |
| Estonia      | ERR                | ETV+                                              | Todos       | Aleksandr Hobotov y Julia Kalenda                                                           | [ 175 ] [ 176 ]                                 |
| Estonia      | ERR                | ETV2                                              | Final       | Lengua de signos: Varios intérpretes                                                        | [ 175 ] [ 176 ]                                 |
| Finlandia    | Yle                | Yle TV1                                           | Todos       | Mikko Silvennoinen                                                                          | [ 177 ] [ 178 ] [ 179 ] [ 180 ]                 |
| Finlandia    | Yle                | Yle Radio Suomi                                   | Todos       | Sanna Pirkkalainen                                                                          | [ 177 ] [ 178 ] [ 179 ] [ 180 ]                 |
| Finlandia    | Yle                | Yle X3M                                           | Todos       | Eva Frantz y Johan Lindroos                                                                 | [ 177 ] [ 178 ] [ 179 ] [ 180 ]                 |
| Finlandia    | Yle                | YleX                                              | SF1/Final   | Sini Laitinen                                                                               | [ 177 ] [ 178 ] [ 179 ] [ 180 ]                 |
| Finlandia    | Yle                | Yle Areena                                        | Todos       | Sueco: Eva Frantz and Johan Lindroos Inari Sámi: Heli Huovinen Sámi del norte: Aslak Paltto | [ 177 ] [ 178 ] [ 179 ] [ 180 ]                 |
| Finlandia    | Yle                | Yle Areena                                        | Final       | Ruso: Levan Tvaltvadze Ucraniano: Galyna Sergeyeva                                          | [ 177 ] [ 178 ] [ 179 ] [ 180 ]                 |
| Francia      | France Télévisions | Culturebox                                        | Semifinales | Anggun y André Manoukian                                                                    | [ 181 ] [ 182 ] [ 183 ]                         |
| Francia      | France Télévisions | France 2                                          | Final       | Laurence Boccolini y Stéphane Bern                                                          | [ 181 ] [ 182 ] [ 183 ]                         |
| Georgia      | GPB                | 1TV                                               | Todos       | Nika Lobiladze                                                                              | [ 184 ] [ 185 ]                                 |
| Grecia       | ERT                | ERT1                                              | Todos       | Maria Kozakou y Jenny Melita                                                                | [ 186 ] [ 187 ] [ 188 ] [ 189 ]                 |
| Grecia       | ERT                | Deftero Programma                                 | Todos       | Dimitris Meidanis, Maria Kozakou y Jenny Melita                                             | [ 186 ] [ 187 ] [ 188 ] [ 189 ]                 |
| Irlanda      | RTÉ                | RTÉ One                                           | SF1/Final   | Marty Whelan                                                                                | [ 190 ]                                         |
| Irlanda      | RTÉ                | RTÉ 2                                             | SF2         | Marty Whelan                                                                                | [ 190 ]                                         |
| Irlanda      | RTÉ                | RTÉ 2 FM                                          | SF1/Final   | Neil Doherty y Zbyszek Zalinski                                                             | [ 190 ]                                         |
| Islandia     | RÚV                | RÚV                                               | Todos       | Gísli Marteinn Baldursson                                                                   | [ 191 ] [ 192 ]                                 |
| Islandia     | RÚV                | RÚV 2                                             | Todos       | Lengua de signos: Varios intérpretes                                                        | [ 191 ] [ 192 ]                                 |
| Israel       | IPBC               | Kan 11, Kan Educational, Kan 88                   | Semifinales | Asaf Liberman y Akiva Novick                                                                | [ 193 ] [ 194 ]                                 |
| Israel       | IPBC               | Kan 11, Kan Tarbut, Kan B                         | Final       | Asaf Liberman, Akiva Novick y Doron Medalie                                                 | [ 193 ] [ 194 ]                                 |
| Israel       | IPBC               | Kan 88                                            | Final       | Kobi Manora y Sharon Kantor                                                                 | [ 193 ] [ 194 ]                                 |
| Italia       | RAI                | Rai 2                                             | Semifinales | Gabriele Corsi y Mara Maionchi                                                              | [ 195 ] [ 196 ] [ 197 ] [ 198 ] [ 199 ]         |
| Italia       | RAI                | Rai 1                                             | Final       | Gabriele Corsi y Mara Maionchi                                                              | [ 195 ] [ 196 ] [ 197 ] [ 198 ] [ 199 ]         |
| Italia       | RAI                | Rai Radio 2                                       | Todos       | Mariolina Simone, Diletta Parlangeli y Saverio Raimondo                                     | [ 195 ] [ 196 ] [ 197 ] [ 198 ] [ 199 ]         |
| Letonia      | LTV                | LTV1                                              | Todos       | Toms Grēviņš                                                                                | [ 200 ]                                         |
| Letonia      | LTV                | LTV1                                              | Final       | Lauris Reiniks                                                                              | [ 200 ]                                         |
| Lituania     | LRT                | LRT televizija, LRT Radijas                       | Todos       | Ramūnas Zilnys                                                                              | [ 201 ]                                         |
| Malta        | PBS                | TVM                                               | Todos       | Sin comentaristas                                                                           | [ 202 ] [ 203 ]                                 |
| Moldavia     | TRM                | Moldova 1, Radio Moldova, Radio Moldova Muzical   | Todos       | Ion Jalbă y Daniela Crudu                                                                   | [ 204 ]                                         |
| Noruega      | NRK                | NRK1                                              | Todos       | Marte Stokstad                                                                              | [ 205 ] [ 206 ]                                 |
| Noruega      | NRK                | NRK3, NRK P3                                      | Final       | Arian Engebø, Egil Skurdal, Adelina Ibishi y Nate Kahungu                                   | [ 205 ] [ 206 ]                                 |
| Noruega      | NRK                | NRK P1                                            | Final       | Jon Marius Hyttebakk                                                                        | [ 205 ] [ 206 ]                                 |
| Países Bajos | NPO/AVROTROS       | NPO 1, BVN                                        | Todos       | Cornald Maas y Jan Smit                                                                     | [ 207 ] [ 208 ] [ 209 ]                         |
| Países Bajos | NPO/AVROTROS       | NPO Radio 2                                       | Final       | Wouter van der Goes y Frank van 't Hof                                                      | [ 207 ] [ 208 ] [ 209 ]                         |
| Polonia      | TVP                | TVP1, TVP Polonia                                 | Todos       | Aleksander Sikora y Marek Sierocki                                                          | [ 210 ] [ 211 ]                                 |
| Portugal     | RTP                | RTP1, RTP Internacional, RTP África               | Todos       | José Carlos Malato y Nuno Galopim                                                           | [ 212 ] [ 213 ] [ 214 ] [ 215 ]                 |
| Reino Unido  | BBC                | BBC One                                           | Semifinales | Scott Mills y Rylan Clark                                                                   | [ 216 ] [ 217 ] [ 218 ] [ 219 ]                 |
| Reino Unido  | BBC                | BBC One                                           | Final       | Graham Norton y Mel Giedroyc                                                                | [ 216 ] [ 217 ] [ 218 ] [ 219 ]                 |
| Reino Unido  | BBC                | BBC iPlayer                                       | Final       | Lengua de signos: Varios intérpretes                                                        | [ 216 ] [ 217 ] [ 218 ] [ 219 ]                 |
| Reino Unido  | BBC                | BBC Radio 2, BBC Radio Merseyside, BBC Red Button | Semifinales | Paddy O'Connell                                                                             | [ 216 ] [ 217 ] [ 218 ] [ 219 ]                 |
| Reino Unido  | BBC                | BBC Radio 2                                       | Final       | Scott Mills y Rylan Clark                                                                   | [ 216 ] [ 217 ] [ 218 ] [ 219 ]                 |
| Reino Unido  | BBC                | BBC Radio Merseyside, BBC Red Button              | Final       | Claire Sweeney y Paul Quinn                                                                 | [ 216 ] [ 217 ] [ 218 ] [ 219 ]                 |
| Rumania      | TVR                | TVR 1, TVRi                                       | Todos       | Bogdan Stănescu y Kyrie Mendel                                                              | [ 222 ]                                         |
| San Marino   | San Marino RTV     | San Marino RTV, Radio San Marino                  | Todos       | Lia Fiorio y Gigi Restivo                                                                   | [ 223 ] [ 224 ] [ 225 ]                         |
| Serbia       | RTS                | RTS 3                                             | Semifinales | Duška Vučinić                                                                               | [ 227 ] [ 228 ] [ 229 ] [ 230 ] [ 231 ]         |
| Serbia       | RTS                | RTS 1                                             | Final       | Duška Vučinić                                                                               | [ 227 ] [ 228 ] [ 229 ] [ 230 ] [ 231 ]         |
| Serbia       | RTS                | RTS Svet                                          | Todos       | Duška Vučinić                                                                               | [ 227 ] [ 228 ] [ 229 ] [ 230 ] [ 231 ]         |
| Suecia       | SVT                | SVT1                                              | Todos       | Edward af Sillén                                                                            | [ 232 ] [ 233 ]                                 |
| Suecia       | SVT                | SVT1                                              | Final       | Måns Zelmerlöw                                                                              | [ 232 ] [ 233 ]                                 |
| Suecia       | SR                 | SR P4                                             | Todos       | Carolina Norén                                                                              | [ 234 ] [ 235 ]                                 |
| Suiza        | SRG SSR            | SRF zwei                                          | Semifinales | Sven Epiney                                                                                 | [ 236 ] [ 237 ] [ 238 ] [ 239 ] [ 240 ] [ 241 ] |
| Suiza        | SRG SSR            | SRF 1                                             | Final       | Sven Epiney                                                                                 | [ 236 ] [ 237 ] [ 238 ] [ 239 ] [ 240 ] [ 241 ] |
| Suiza        | SRG SSR            | RTS 2                                             | Semifinales | Jean-Marc Richard, Nicolas Tanner y Priscilla Formaz                                        | [ 242 ]                                         |
| Suiza        | SRG SSR            | RTS 1                                             | Final       | Jean-Marc Richard, Nicolas Tanner y Priscilla Formaz                                        | [ 242 ]                                         |
| Suiza        | SRG SSR            | RSI La 2                                          | Semifinales | Ellis Cavallini y Gian-Andrea Costa                                                         | [ 238 ] [ 239 ] [ 240 ] [ 243 ]                 |
| Suiza        | SRG SSR            | RSI La 1                                          | Final       | Ellis Cavallini y Gian-Andrea Costa                                                         | [ 238 ] [ 239 ] [ 240 ] [ 243 ]                 |
| Ucrania      | Suspilne           | Suspilne Kultura                                  | Todos       | Timur Miroshnychenko                                                                        | [ 244 ]                                         |
| Ucrania      | Suspilne           | Radio Promin                                      | Todos       | Oleksandra Franko y Oleksandr Barbelen                                                      | [ 244 ]                                         |

| País                | Emisora  | Canal(es) | Show(s) | Comentarista(s)                                             | Ref(s)                  |
| ------------------- | -------- | --------- | ------- | ----------------------------------------------------------- | ----------------------- |
| Chile               | Canal 13 | Canal 13  | Final   | Rayén Araya y Sergio Lagos                                  | [ 245 ]                 |
| Eslovaquia          | RTVS     | Rádio FM  | Final   | Daniel Baláž, Lucia Haverlík, Pavol Hubinák y Juraj Malíček | [ 246 ] [ 247 ] [ 248 ] |
| Estados Unidos      | NBC      | Peacock   | Todos   | Johnny Weir                                                 | [ 249 ]                 |
| Islas Feroe         | KVF      | KVF       | Todos   | Danés: Nicolai Molbech                                      | [ 250 ] [ 251 ] [ 252 ] |
| Kosovo              | RTK      | RTK1      | Todos   | Jeta Çitaku y Ylber Asllanaj                                | [ 253 ]                 |
| Macedonia del Norte | MRT      | MRT 1     | Todos   | Aleksandra Jovanovska and Eli Tanaskovska                   | [ 254 ]                 |
| Montenegro          | RTCG     | TVCG 2    | Todos   | Dražen Bauković y Tijana Mišković                           | [ 255 ] [ 256 ] [ 257 ] |

## Audiencias
| País         | Show        | Canal            | Espectadores                         | Cuota de audiencia                   | Rating                               | Digital                              | Ref(s)             |
| ------------ | ----------- | ---------------- | ------------------------------------ | ------------------------------------ | ------------------------------------ | ------------------------------------ | ------------------ |
| Albania      | Semifinal 1 | RTSH 1           |                                      |                                      |                                      |                                      |                    |
| Albania      | Semifinal 2 | RTSH 1           |                                      |                                      |                                      |                                      |                    |
| Albania      | Final       | RTSH 1           |                                      |                                      |                                      |                                      |                    |
| Alemania     | Semifinal 1 | One              | 590.000                              |                                      |                                      |                                      | [ 258 ]            |
| Alemania     | Semifinal 2 | One              | 620.000                              | 2,80%                                |                                      |                                      | [ 259 ]            |
| Alemania     | Final       | Das Erste        | 7.450.000                            | 35,80%                               |                                      |                                      | [ 260 ]            |
| Alemania     | Final       | One              | 510.000                              | 2,60%                                |                                      |                                      | [ 260 ]            |
| Armenia      | Semifinal 1 | Armenia 1        |                                      |                                      |                                      |                                      |                    |
| Armenia      | Semifinal 2 | Armenia 1        |                                      |                                      |                                      |                                      |                    |
| Armenia      | Final       | Armenia 1        |                                      |                                      |                                      |                                      |                    |
| Australia    | Semifinal 1 | SBS              | 56.000                               |                                      |                                      |                                      | [ note 1 ] [ 261 ] |
| Australia    | Semifinal 1 | SBS              | 191.000                              |                                      |                                      |                                      | [ note 2 ] [ 261 ] |
| Australia    | Semifinal 2 | SBS              | 63.000                               |                                      |                                      |                                      | [ note 1 ] [ 262 ] |
| Australia    | Semifinal 2 | SBS              | 236.000                              |                                      |                                      |                                      | [ note 2 ] [ 263 ] |
| Australia    | Final       | SBS              | 202.000                              |                                      |                                      |                                      | [ note 1 ] [ 264 ] |
| Australia    | Final       | SBS              | 181.000                              |                                      |                                      |                                      | [ note 2 ] [ 264 ] |
| Austria      | Semifinal 1 | ORF 1            | 306.000                              | 16,50%                               |                                      |                                      | [ 265 ]            |
| Austria      | Semifinal 2 | ORF 1            | 568.000                              | 23,10%                               |                                      |                                      | [ 266 ]            |
| Austria      | Final       | ORF 1            | 1.079.000                            | 47,60%                               |                                      |                                      | [ 267 ]            |
| Azerbaiyán   | Semifinal 1 | İTV              |                                      |                                      |                                      |                                      |                    |
| Azerbaiyán   | Semifinal 2 | İTV              |                                      |                                      |                                      |                                      |                    |
| Azerbaiyán   | Final       | İTV              |                                      |                                      |                                      |                                      |                    |
| Bélgica      | Semifinal 1 | VRT 1            | 541.272                              | 29,20%                               | 8,80%                                |                                      | [ 268 ]            |
| Bélgica      | Semifinal 1 | Tipik            | 88.828                               | 7,60%                                | 2,00%                                |                                      | [ 269 ]            |
| Bélgica      | Semifinal 2 | VRT 1            | 1.030.478                            | 53,80%                               | 16,70%                               |                                      | [ 270 ]            |
| Bélgica      | Semifinal 2 | La Une           | 251.044                              | 23,50%                               | 5,60%                                |                                      | [ 271 ]            |
| Bélgica      | Final       | VRT 1            | 1.300.106                            | 77,20%                               | 21,10%                               |                                      | [ 272 ]            |
| Bélgica      | Final       | La Une           | 310.593                              | 35,40%                               | 6,90%                                |                                      | [ 273 ]            |
| Chequia      | Semifinal 1 | ČT2              | 127.000                              | 4,91%                                | 1,40%                                |                                      | [ 265 ]            |
| Chequia      | Semifinal 2 | ČT2              | 73.000                               | 2,75%                                | 0.8%                                 |                                      | [ 266 ]            |
| Chequia      | Final       | ČT2              | 186.000                              | 9,03%                                | 2,00%                                |                                      | [ 267 ]            |
| Chipre       | Semifinal 1 | RIK 1            |                                      |                                      |                                      |                                      |                    |
| Chipre       | Semifinal 2 | RIK 1            | 89.520                               | 34,60%                               | 10,20%                               |                                      | [ 266 ]            |
| Chipre       | Final       | RIK 1            | 139.600                              | 61,60%                               | 15,90%                               |                                      | [ 267 ]            |
| Croacia      | Semifinal 1 | HRT 1            | 940.600                              | 38,40%                               | 24,50%                               |                                      | [ 274 ]            |
| Croacia      | Semifinal 2 | HRT 1            |                                      |                                      |                                      |                                      |                    |
| Croacia      | Final       | HRT 1            |                                      |                                      |                                      |                                      |                    |
| Dinamarca    | Semifinal 1 | DR1              | 380.000                              | 34,50%                               | 6,70%                                |                                      | [ 265 ]            |
| Dinamarca    | Semifinal 2 | DR1              | 479.339                              | 40,00%                               | 8,50%                                |                                      | [ 266 ]            |
| Dinamarca    | Final       | DR1              | 371.817                              | 46,30%                               | 6,60%                                |                                      | [ 267 ]            |
| Eslovenia    | Semifinal 1 | TV SLO 2         | 99.650                               | 14,00%                               | 5,2%                                 |                                      | [ 275 ]            |
| Eslovenia    | Semifinal 2 | TV SLO 2         | 235.100                              | 32,00%                               | 12,3%                                |                                      | [ 275 ]            |
| Eslovenia    | Final       | TV SLO 1         | 345.000                              | 55,00%                               | 18,0%                                |                                      | [ 275 ]            |
| España       | Semifinal 1 | La 2             | 594.000                              | 4,30%                                | 1,3%                                 |                                      | [ 276 ]            |
| España       | Semifinal 2 | La 1             | 1.214.000                            | 9,20%                                | 2,6%                                 |                                      | [ 277 ]            |
| España       | Final       | La 1             | 4.839.000                            | 39,70%                               | 10,5%                                | 402.858                              | [ 278 ]            |
| Estonia      | Semifinal 1 | ETV              | 110.700                              | 33,80%                               | 9,80%                                |                                      | [ 279 ]            |
| Estonia      | Semifinal 1 | ETV+             | 17.000                               | 5,20%                                | 1,50%                                |                                      | [ 279 ]            |
| Estonia      | Semifinal 2 | ETV              | 149.100                              | 43,30%                               | 13,10%                               |                                      | [ 279 ]            |
| Estonia      | Semifinal 2 | ETV+             | 15.300                               | 4,40%                                | 1,30%                                |                                      | [ 279 ]            |
| Estonia      | Final       | ETV              | 152.300                              | 52,20%                               | 13,40%                               |                                      | [ 279 ]            |
| Estonia      | Final       | ETV+             | 27.300                               | 9,30%                                | 2,40%                                |                                      | [ 279 ]            |
| Estonia      | Final       | ETV2             | 15.100                               | 5,20%                                | 1,30%                                |                                      | [ 279 ]            |
| Finlandia    | Semifinal 1 | Yle TV1          | 1.200.000                            | 78,00%                               | 22,00%                               |                                      | [ 265 ]            |
| Finlandia    | Semifinal 2 | Yle TV1          | 469.000                              | 50,00%                               | 9,00%                                |                                      | [ 266 ]            |
| Finlandia    | Final       | Yle TV1          | 1.733.000                            | 85,00%                               | 33,00%                               |                                      | [ 267 ]            |
| Francia      | Semifinal 1 | Culturebox       |                                      |                                      |                                      |                                      |                    |
| Francia      | Semifinal 2 | Culturebox       |                                      |                                      |                                      |                                      |                    |
| Francia      | Final       | France 2         | 3.482.000                            | 25,60%                               |                                      |                                      | [ 280 ]            |
| Georgia      | Semifinal 1 | 1TV              |                                      |                                      |                                      |                                      |                    |
| Georgia      | Semifinal 2 | 1TV              |                                      |                                      |                                      |                                      |                    |
| Georgia      | Final       | 1TV              |                                      |                                      |                                      |                                      |                    |
| Grecia       | Semifinal 1 | ERT1             |                                      | 9,10%                                |                                      |                                      | [ 281 ]            |
| Grecia       | Semifinal 2 | ERT1             | 689.000                              | 16,70%                               | 6,80%                                |                                      | [ 282 ]            |
| Grecia       | Final       | ERT1             | 1.081.000                            | 33,30%                               | 10,70%                               |                                      | [ 283 ]            |
| Irlanda      | Semifinal 1 | RTÉ One          |                                      |                                      |                                      |                                      |                    |
| Irlanda      | Semifinal 2 | RTÉ 2            |                                      |                                      |                                      |                                      |                    |
| Irlanda      | Final       | RTÉ One          | 371.300                              | 38,00%                               |                                      | 63.000                               | [ 284 ]            |
| Islandia     | Semifinal 1 | RÚV              | 109.000                              | No se realiza medición del share     | 41,50%                               |                                      | [ 285 ]            |
| Islandia     | Semifinal 2 | RÚV              | 155.000                              | No se realiza medición del share     | 59,10%                               |                                      | [ 285 ]            |
| Islandia     | Final       | RÚV              | 158.000                              | No se realiza medición del share     | 60,00%                               |                                      | [ 285 ]            |
| Israel       | Semifinal 1 | Kan 11           | 735.000                              | 35,70%                               | 10,80%                               |                                      | [ 286 ]            |
| Israel       | Semifinal 2 | Kan 11           | 287.000                              | 16,20%                               | 4,20%                                |                                      | [ 286 ]            |
| Israel       | Final       | Kan 11           | 981.000                              | 50,60%                               | 14,40%                               |                                      | [ 286 ]            |
| Italia       | Semifinal 1 | Rai 2            | 1.824.000                            | 8,60%                                |                                      |                                      | [ 287 ]            |
| Italia       | Semifinal 2 | Rai 2            | 1.702.000                            | 8,30%                                |                                      |                                      | [ 288 ]            |
| Italia       | Final       | Rai 1            | 4.960.000                            | 34,00%                               |                                      |                                      | [ 289 ]            |
| Letonia      | Semifinal 1 | LTV1             | 124.900                              | 39,80%                               | 7,00%                                |                                      | [ 265 ]            |
| Letonia      | Semifinal 2 | LTV1             | 67.500                               | 27,60%                               | 3,80%                                |                                      | [ 266 ]            |
| Letonia      | Final       | LTV1             | 57.600                               | 24,10%                               | 3,20%                                |                                      | [ 267 ]            |
| Lituania     | Semifinal 1 | LRT televizija   | 272.800                              | 42,90%                               | 10,10%                               |                                      | [ 265 ]            |
| Lituania     | Semifinal 2 | LRT televizija   | 431.300                              | 58,40%                               | 15,90%                               |                                      | [ 266 ]            |
| Lituania     | Final       | LRT televizija   | 487.600                              | 68,00%                               | 18,00%                               |                                      | [ 267 ]            |
| Malta        | Semifinal 1 | TVM              |                                      |                                      |                                      |                                      |                    |
| Malta        | Semifinal 2 | TVM              |                                      |                                      |                                      |                                      |                    |
| Malta        | Final       | TVM              |                                      |                                      |                                      |                                      |                    |
| Moldavia     | Semifinal 1 | Moldova 1        |                                      |                                      |                                      |                                      |                    |
| Moldavia     | Semifinal 2 | Moldova 1        |                                      |                                      |                                      |                                      |                    |
| Moldavia     | Final       | Moldova 1        |                                      |                                      |                                      |                                      |                    |
| Noruega      | Semifinal 1 | NRK1             | 604.000                              | 58,35%                               | 13,14%                               |                                      | [ 290 ]            |
| Noruega      | Semifinal 2 | NRK1             | 438.000                              | 56,00%                               | 9,50%                                |                                      | [ 290 ]            |
| Noruega      | Final       | NRK1             | 1.076.000                            | 87,10%                               | 22,90%                               |                                      | [ 290 ]            |
| Países Bajos | Semifinal 1 | NPO 1            | 2.124.000                            | 40,00%                               |                                      |                                      | [ 265 ]            |
| Países Bajos | Semifinal 2 | NPO 1            | 1.131.000                            | 24,40%                               | 6,90%                                |                                      | [ 266 ]            |
| Países Bajos | Final       | NPO 1            | 1.846.000                            | 48,80%                               | 11,30%                               |                                      | [ 267 ]            |
| Polonia      | Semifinal 1 | TVP1             | 959.754                              | 9,00%                                |                                      |                                      | [ 291 ]            |
| Polonia      | Semifinal 1 | TVP Polonia      | 156.194                              | 1,47%                                |                                      |                                      | [ 291 ]            |
| Polonia      | Semifinal 2 | TVP1             | 2.440.259                            | 23,10%                               |                                      |                                      | [ 291 ]            |
| Polonia      | Semifinal 2 | TVP Polonia      | 223.914                              | 2,12%                                |                                      |                                      | [ 291 ]            |
| Polonia      | Final       | TVP1             | 3.069.135                            | 34,13%                               |                                      |                                      | [ 291 ]            |
| Polonia      | Final       | TVP Polonia      | 427.761                              | 4,76%                                |                                      |                                      | [ 291 ]            |
| Portugal     | Semifinal 1 | RTP1             | 877.900                              | 18,00%                               | 9,20%                                |                                      | [ 292 ]            |
| Portugal     | Semifinal 2 | RTP1             | 360.900                              | 9,70%                                | 3,80%                                |                                      | [ note 3 ] [ 293 ] |
| Portugal     | Final       | RTP1             | 1.082.700                            | 27,00%                               | 11,30%                               |                                      | [ 294 ]            |
| Reino Unido  | Semifinal 1 | BBC One          | 2.329.000                            | 16,24%                               |                                      |                                      | [ 265 ]            |
| Reino Unido  | Semifinal 2 | BBC One          | 2.371.300                            | 18,10%                               |                                      |                                      | [ 266 ]            |
| Reino Unido  | Final       | BBC One          | 9.870.300                            | 63,40%                               | 16,10%                               |                                      | [ 295 ]            |
| Rumania      | Semifinal 1 | TVR 1            | 65.000                               | 1,23%                                |                                      |                                      | [ 265 ]            |
| Rumania      | Semifinal 2 | TVR 1            | 104.400                              | 2,11%                                |                                      |                                      | [ 266 ]            |
| Rumania      | Final       | TVR 1            | 117.118                              | 2,70%                                |                                      |                                      | [ 267 ]            |
| San Marino   | Semifinal 1 | San Marino RTV   | No se realiza medición de audiencias | No se realiza medición de audiencias | No se realiza medición de audiencias | No se realiza medición de audiencias |                    |
| San Marino   | Semifinal 2 | San Marino RTV   | No se realiza medición de audiencias | No se realiza medición de audiencias | No se realiza medición de audiencias | No se realiza medición de audiencias |                    |
| San Marino   | Final       | San Marino RTV   | No se realiza medición de audiencias | No se realiza medición de audiencias | No se realiza medición de audiencias | No se realiza medición de audiencias |                    |
| Serbia       | Semifinal 1 | RTS 3            | 227.186                              | 8,43%                                | 3,49%                                |                                      | [ 265 ]            |
| Serbia       | Semifinal 2 | RTS 3            | 149.391                              | 5,40%                                | 2,29%                                |                                      | [ 266 ]            |
| Serbia       | Final       | RTS 1            | 673.706                              | 29,45%                               | 10,35%                               |                                      | [ 267 ]            |
| Suecia       | Semifinal 1 | SVT1             | 1.309.000                            | 56,40%                               | 13,61%                               |                                      | [ 296 ]            |
| Suecia       | Semifinal 2 | SVT1             | 783.000                              | 39,90%                               |                                      |                                      | [ 296 ]            |
| Suecia       | Final       | SVT1             | 2.387.000                            | 81,80%                               |                                      |                                      | [ 296 ]            |
| Suiza        | Semifinal 1 | SRF zwei         | 277.000                              | 25,40%                               |                                      |                                      | [ 297 ]            |
| Suiza        | Semifinal 1 | RTS 2            |                                      |                                      |                                      |                                      |                    |
| Suiza        | Semifinal 1 | RSI La 2         |                                      |                                      |                                      |                                      |                    |
| Suiza        | Semifinal 2 | SRF zwei         | 109.000                              | 11,50%                               |                                      |                                      | [ 298 ]            |
| Suiza        | Semifinal 2 | RTS 2            |                                      |                                      |                                      |                                      |                    |
| Suiza        | Semifinal 2 | RSI La 2         |                                      |                                      |                                      |                                      |                    |
| Suiza        | Final       | SRF 1            | 474.000                              | 48,90%                               |                                      |                                      | [ 299 ]            |
| Suiza        | Final       | RTS 1            |                                      |                                      |                                      |                                      |                    |
| Suiza        | Final       | RSI La 1         |                                      |                                      |                                      |                                      |                    |
| Ucrania      | Semifinal 1 | Suspilne Kultura | 89.400                               | 5,28%                                |                                      |                                      | [ 300 ]            |
| Ucrania      | Semifinal 2 | Suspilne Kultura | 134.000                              | 7,92%                                |                                      |                                      | [ 300 ]            |
| Ucrania      | Final       | Suspilne Kultura | 273.200                              | 22,85%                               |                                      | 147.000                              | [ 300 ]            |

| País                | Show        | Canal    | Espectadores | Cuota de audiencia | Rating | Digital | Ref(s)  |
| ------------------- | ----------- | -------- | ------------ | ------------------ | ------ | ------- | ------- |
| Chile               | Final       | Canal 13 | 72.760       | 6,02%              | 2,74%  |         | [ 267 ] |
| Estados Unidos      | Semifinal 1 | Peacock  |              |                    |        |         |         |
| Estados Unidos      | Semifinal 2 | Peacock  |              |                    |        |         |         |
| Estados Unidos      | Final       | Peacock  |              |                    |        |         |         |
| Islas Feroe         | Semifinal 1 | KVF      |              |                    |        |         |         |
| Islas Feroe         | Semifinal 2 | KVF      |              |                    |        |         |         |
| Islas Feroe         | Final       | KVF      |              |                    |        |         |         |
| Kosovo              | Semifinal 1 | RTK1     |              |                    |        |         |         |
| Kosovo              | Semifinal 2 | RTK1     |              |                    |        |         |         |
| Kosovo              | Final       | RTK1     |              |                    |        |         |         |
| Macedonia del Norte | Semifinal 1 | MRT 1    |              |                    |        |         |         |
| Macedonia del Norte | Semifinal 2 | MRT 1    |              |                    |        |         |         |
| Macedonia del Norte | Final       | MRT 1    |              |                    |        |         |         |
| Montenegro          | Semifinal 1 | TVCG 2   |              |                    |        |         |         |
| Montenegro          | Semifinal 2 | TVCG 2   |              |                    |        |         |         |
| Montenegro          | Final       | TVCG 2   |              |                    |        |         |         |